# 모래의 행성
모래의 행성(일본어: 砂の惑星)은 일본의 뮤지션인 하치가 작사, 작곡한 노래이다. 2017년 7월 21일에 유튜브와 니코니코 동화를 통해 공개되었고, 2017년 8월 31일에 발매되었다. 보컬 음성은 보컬로이드인 하츠네 미쿠의 보컬을 사용하였다. 모래의 행성은 보컬로이드의 하츠네 미쿠 콘서트 「매지컬 미라이 2017」의 테마송으로서 제작되어 이 이벤트를 기념한 앨범에 수록되었으며, 요네즈 켄시의 4번째 오리지널 앨범 'BOOTLEG' 에는 본인이 메인 보컬을 담당한 셀프 커버 버전이 수록되어 있다.

## 평가
모래의 행성은 2017년 7월 21일부터 니코니코 동화, 유튜브에 뮤직비디오가 공개되었고, 니코니코 동화에서 영상 공개 이후 약 6일 만에 100만 재생수를 달성하여 보컬로이드 오리지널 악곡 '역대 최고 속도 100만 달성 기록'을 대폭 경신하는 쾌거를 달성하였다.
이 기록은 2011년 7월 31일에 투고된 Mitchie M의 FREELY TOMORROW가 약 6년간 계속 유지해 온, 100만 돌파 최고 속도 기록 20일 6시간 4분을 갱신하는 결과가 되고 있다.
또 같은 해인 2017년 7월 31일자 재팬 핫 100 차트에서 발매가 되지 않았음에도 불구하고 8위로 처음 등장하였다. 덧붙여 보컬로이드 송으로서는 사상 유일의 톱 10위 진입 악곡이다. 그 후에도 톱 100위 이내를 오르내리며 매지컬 미라이 공식 앨범의 발매, 전달 싱글로서의 발매 때마다 상위권에 올랐다. 요네즈 켄시가 보컬을 맡은 셀프 커버 버전 「모래의 행성(+하츠네 미쿠)」은 2017년 11월 1일에 발매된 오리지널 앨범 「BOOTLEG」에 수록되어 11월 13일자 재팬 핫 100 차트에 25위에 첫 등장하였다.
또한, 니코니코 동화에서 2022년 7월 21일에 1,000만 재생수를 달성하여 VOCALOID 신화입성을 달성하였다. 이 기록은 사상 11번째의 VOCALOID 신화입성에 들어가며, 사상 2번째의 VOCALOID 신화입성에 들어간 곡이 되었다.

## 차트 기록
| 차트                 | 최고 순위 |
| -------------------- | --------- |
| 핫 100 (빌보드 재팬) | 8         |